# Andréa Ferréol
Andréa Ferréol (Aix-en-Provence, 6 gennaio 1947) è un'attrice francese.

## Biografia
Pronipote del poeta Frédéric Mistral, è figlia di Paul Ferréol (1918-1997), assicuratore ed esponente di Francia libera, e di Aurélie Darbon-Gondrand (1919-2008). Attiva dai primi anni settanta in teatro, cinema e televisione, è popolare anche in Italia dove ha girato diversi film (doppiata in talune distribuzioni sul mercato cinematografico italiano dall'attrice Solvejg D'Assunta).
La Ferréol ha iniziato la carriera d'attrice interpretando ruoli per il teatro prima di passare al cinema nel 1973 quando è stata diretta da Marco Ferreri nel film franco-italiano La grande abbuffata, con protagonisti Marcello Mastroianni, Ugo Tognazzi, Michel Piccoli e Philippe Noiret. Nella televisione italiana ha fatto parte del cast dello sceneggiato del 1977 Ligabue, dello sceneggiato Cuore, del 1984, e della serie televisiva Un medico in famiglia (interpretava la tata francese Antoinette che appare nella terza stagione), ed è apparsa in molte altre miniserie italiane.
Ha avuto due nomination ai Cèsar come miglior attrice non protagonista: nel 1976 per Folli e liberi amplessi e nel 1981 per L'ultimo metrò, in cui è stata diretta da François Truffaut. Nel 2001 ha ricevuto il premio Reconnaissance des cinéphiles che le è stato assegnato per la carriera svolta a Puget-Théniers nelle Alpi Marittime dall'associazione Souvenance de cinéphiles.
La Ferréol è sostenitrice dell'associazione Aix-en-Œuvre, che patrocina a sua volta l'opera di una gloria di Aix-en-Provence, il pittore Paul Cézanne.

## Filmografia

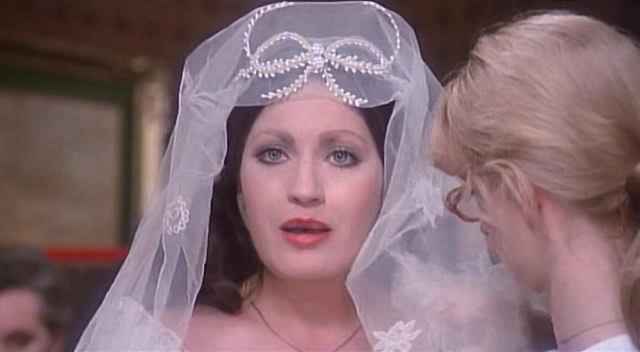
Andréa Ferréol in I baroni (1975)

### Cinema
- Tre canaglie e un piedipiatti (Laisse aller... c'est une valse), regia di Georges Lautner (1971) – non accreditata
- Il clan dei marsigliesi (La scoumoune), regia di José Giovanni (1972)
- La pendolare (Elle court, elle court la banlieue), regia di Gérard Pirès (1973) – non accreditata
- Chi è più matto ha ragione (La raison du plus fou), regia di François Reichenbach (1973) – non accreditata
- Les Gants blancs du diable, regia di László Szabó (1973)
- Il giorno dello sciacallo (The Day of the Jackal), regia di Fred Zinnemann (1973) – non accreditata
- La grande abbuffata (La grande bouffe), regia di Marco Ferreri (1973)
- Trio infernale (Le trio infernal), regia di Francis Girod (1974)
- Donna è bello, regia di Sergio Bazzini (1974)
- Il piatto piange, regia di Paolo Nuzzi (1974)
- L'ammazzatina, regia di Ignazio Dolce (1974)
- Primavera carnale (Sérieux comme le plaisir), regia di Robert Benayoun (1975)
- Le Futur aux trousses, regia di Dolorès Grassian (1975)
- Folli e liberi amplessi (Les galettes de Pont-Aven), regia di Joël Séria (1975)
- Vergine, e di nome Maria, regia di Sergio Nasca (1975)
- L'incorreggibile (L'incorrigible), regia di Philippe de Broca (1975)
- Parlez-moi d'amour, regia di Michel Drach (1975)
- I baroni, regia di Giampaolo Lomi (1975)
- Il soldato di ventura, regia di Pasquale Festa Campanile (1976)
- Scandalo, regia di Salvatore Samperi (1976)
- Goldflocken, regia di Werner Schroeter (1976)
- Dimmi che fai tutto per me, regia di Pasquale Festa Campanile (1976)
- Marie-poupée, regia di Joël Séria (1976)
- Signore e signori, buonanotte, regia collettiva (1976) – non accreditata
- Casanova & Company (Casanova & Co.), regia di Franz Antel (1977)
- Notti inquiete (Servante et maîtresse), regia di Bruno Gantillon (1977)
- L'uomo di Corleone, regia di Duilio Coletti (1977)
- L'amante tascabile (L'amant de poche), regia di Bernard Queysanne (1978)
- Despair, regia di Rainer Werner Fassbinder (1978)
- Der kleine Godard an das Kuratorium junger deutscher Film, regia di Hellmuth Costard (1978)
- Mysteries, regia di Paul de Lussanet (1978)
- Travolto dagli affetti familiari, regia di Mauro Severino (1978)
- Viaggio con Anita, regia di Mario Monicelli (1979)
- Il tamburo di latta (Die Blechtrommel), regia di Volker Schlöndorff (1979)
- Improvviso, regia di Edith Bruck (1979)
- Milo-Milo, regia di Nicos Perakis (1979)
- Direttore d'orchestra (Dyrygent), regia di Andrzej Wajda (1980)
- L'Empreinte des géants, regia di Robert Enrico (1980)
- Il cappotto di Astrakan, regia di Marco Vicario (1980)
- Retour à Marseille, regia di René Allio (1980)
- L'ultimo metrò (Le dernier métro), regia di François Truffaut (1980)
- Tre fratelli, regia di Francesco Rosi (1981)
- L'Ombre rouge, regia di Jean-Louis Comolli (1981)
- Y a-t-il un Français dans la salle?, regia di Jean-Pierre Mocky (1982)
- Il mondo nuovo (La nuit de Varennes), regia di Ettore Scola (1982)
- La ragazza di Trieste, regia di Pasquale Festa Campanile (1982)
- Le Crime d'amour, regia di Guy Gilles (1982) – non accreditata
- Il prezzo del pericolo (Le prix du danger), regia di Yves Boisset (1983)
- Braccato (Le battant), regia di Alain Delon (1983)
- Balles perdues, regia di Jean-Louis Comolli (1983)
- Béruchet dit la Boulie, regia di Béruchet (1984) – non accreditata
- Il giudice (Le juge), regia di Philippe Lefebvre (1984)
- Aldo et Junior, regia di Patrick Schulmann (1984)
- The Twin (Le jumeau), regia di Yves Robert (1984)
- Le due vite di Mattia Pascal, regia di Mario Monicelli (1985)
- Lo zoo di Venere (A Zed & Two Noughts), regia di Peter Greenaway (1985)
- Douce France, regia di François Chardeaux (1986)
- Suivez mon regard, regia di Jean Curtelin (1986)
- Il giorno prima, regia di Giuliano Montaldo (1987)
- L'estate impura (Noyade interdite), regia di Pierre Granier-Deferre (1987)
- Promis... juré!, regia di Jacques Monnet (1987)
- Laggiù nella giungla, regia di Stefano Reali (1988)
- Corentin, ou Les Infortunes conjugales, regia di Jean Marboeuf (1988)
- Una botta di vita, regia di Enrico Oldoini (1988)
- Francesco, regia di Liliana Cavani (1989)
- Strada senza ritorno (Street of No Return), regia di Samuel Fuller (1989)
- Lo zio indegno, regia di Franco Brusati (1989)
- Rosso veneziano (Rouge Venise), regia di Étienne Périer (1989)
- Il maestro, regia di Marion Hänsel (1989)
- Le ali del successo (Wings of Fame), regia di Otakar Votocek (1990)
- Le cri du lézard, regia di Bertrand Theubet (1990)
- Hors saison, regia di Daniel Schmid (1992)
- Die wahre Geschichte von Männern und Frauen, regia di Robert van Ackeren (1992)
- Sweet Killing, regia di Eddy Matalon (1993)
- Domenica, regia di Peter Kern (1993)
- O Fio do Horizonte, regia di Fernando Lopes (1993)
- Císarovy nové saty, regia di Juraj Herz (1994)
- Tzaleket, regia di Haim Bouzaglo (1994)
- Cento e una notte (Les cent et une nuits de Simon Cinéma), regia di Agnès Varda (1995)
- Lucky Punch, regia di Dominique Ladoge (1996)
- La vida privada, regia di Vicente Pérez Herrero (1996)
- Sono pazzo di Iris Blond, regia di Carlo Verdone (1996)
- 'El Chicko' - der Verdacht, regia di David Rühm (1996)
- I colori del diavolo (Les couleurs du diable), regia di Alain Jessua (1997)
- Hans Eppendorfer: Suche nach Leben, regia di Peter Kern (1998)
- No respires: El amor está en el aire, regia di Joan Potau (1999)
- Una per tutte (Une pour toutes), regia di Claude Lelouch (1999)
- Le conte du ventre plein, regia di Melvin Van Peebles (2000)
- Winney, a Cute Candidate, regia di Florence Deygas e Olivier Kuntzel – cortometraggio (2000)
- Le Bal des pantins, regia di Herman Van Eyken (2001)
- La Boîte, regia di Claude Zidi (2001)
- Le P'tit curieux, regia di Jean Marboeuf (2004)
- Madame Edouard, regia di Nadine Monfils (2004)
- Le Cadeau d'Elena, regia di Frédéric Graziani (2004)
- Nyfes, regia di Pantelis Voulgaris (2004)
- Quand les anges s'en mêlent..., regia di Crystel Amsalem (2005)
- Les États-Unis d'Albert, regia di André Forcier (2005)
- Perds pas la boule!, regia di Maria Pia Crapanzano – cortometraggio (2006)
- Ma vie n'est pas une comédie romantique, regia di Marc Gibaja (2007)
- Ça se soigne?, regia di Laurent Chouchan (2008)
- Dirty money, l'infiltré, regia di Dominique Othenin-Girard (2008)
- Shakki, regia di Julien Landais – cortometraggio (2012)
- Camellias, regia di Julien Landais – cortometraggio (2014)
- Saint Amour, regia di Benoît Delépine e Gustave Kervern (2016)
- Delitto in Provenza, regia di Claude-Michel Rome (2016)
- Dr. Knock (Knock), regia di Lorraine Lévy (2017)
- Lo scambio di principesse (L'Échange des princesses), regia di Marc Dugain (2017)
- Emma Peeters, regia di Nicole Palo (2018)
- Just a Gigolo, regia di Olivier Baroux (2019)

### Televisione
- Les enquêtes du commissaire Maigret – serie TV, episodi 5x4 (1971)
- L'argent par les fenêtres, regia di Philippe Joulia – film TV (1972)
- Pont dormant – serie TV (1972)
- Les Bâtisseurs d'empire, regia di Jaime Jaimes – film TV (1974)
- Cigalon, regia di Georges Folgoas – film TV (1975)
- Ligabue – miniserie TV, episodi 1x3 (1977)
- L'avventura galante di Garù-Garù (Le passe-muraille), regia di Pierre Tchernia – film TV (1977)
- I gialli insoliti di William Irish (Histoires insolites) – serie TV, episodi 2x1 (1979)
- Martin Eden – miniserie TV, episodi 1x3-1x4-1x5 (1979)
- Au bon beurre – serie TV, episodi 1x1-1x2 (1981)
- Dieci registi italiani, dieci racconti italiani – serie TV, episodi 1x2 (1983)
- Great Performances – serie TV, episodi 11x11 (1983)
- Merci Bernard – serie TV, 4 episodi (1982-1983)
- Louisiana, regia di Philippe de Broca – film TV (1984)
- Emmenez-moi au théâtre – serie TV (1984)
- Melodramma – miniserie TV, episodi 1x1-1x2 (1984)
- Cuore – miniserie TV, 6 episodi (1984)
- Sogni e bisogni – serie TV, episodi 1x3 (1985)
- Les Louves, regia di Peter Duffell – film TV (1985)
- Cinque storie inquietanti – miniserie TV, episodi 1x3 (1987)
- La Garçonne, regia di Étienne Périer – film TV (1988)
- V comme vengeance – serie TV (1989)
- Juliette en toutes lettres – serie TV, episodi 1x9 (1989)
- Cinéma 16 – serie TV (1990)
- Il fantasma dell'Opera (The Phantom of the Opera), regia di Tony Richardson – miniserie TV, 2 episodi (1990)
- La scarpetta incantata (If the Shoe Fits), regia di Tom Clegg – film TV (1990)
- La notte dei generali (Night of the Fox), regia di Charles Jarrott – film TV (1990)
- Il gorilla (Le gorille) – serie TV, episodi 1x12 (1991)
- Die Väter des Nardino, regia di Wolf Gaudlitz – film TV (1991)
- Una famiglia in giallo – miniserie TV (1991)
- Piège pour femme seule, regia di Gérard Marx – film TV (1991)
- Un ballon dans la tête, regia di Michaëla Watteaux – film TV (1992)
- Il vagone misterioso (La Treizième voiture), regia di Alain Bonnot – film TV (1993)
- Il commissario Maigret (Maigret) – serie TV, episodi 3x2 (1993)
- Maria des Eaux-Vives – miniserie TV, episodi 1x1-1x2-1x3 (1993)
- Zwei alte Hasen – serie TV, episodi 1x8 (1995)
- La Belle de Fontenay, regia di Paule Zajdermann – film TV (1995)
- Cluedo – serie TV, 4 episodi (1994-1995)
- Sandra princesse rebelle – miniserie TV, episodi 1x1-1x2 (1995)
- Primo cittadino – serie TV (1997)
- Somnia ou le voyage en hypnopompia, regia di Hélène Guétary – film TV (1997)
- L'histoire du samedi – serie TV (1997-1998)
- Le sélec – serie TV (1998)
- Mirage noir, regia di Sébastien Grall – film TV (1998)
- Doppio segreto – miniserie TV, episodi 1x1-1x2 (1999)
- Premier de cordée – serie TV (1999)
- Lourdes – miniserie TV (2000)
- Il commissario Cordier (Les Cordier, juge et flic) – serie TV, episodi 11x2 (2002)
- Commissaire Meyer – serie TV (2003)
- Un medico in famiglia – serie TV (2003)
- La crim' – serie TV, episodi 9x6 (2004)
- La parenthèse interdite, regia di David Delrieux – film TV (2005)
- Désiré Landru, regia di Pierre Boutron – film TV (2005)
- Carla Rubens – serie TV, episodi 1x1 (2005)
- La Femme coquelicot, regia di Jérôme Foulon – film TV (2005)
- Le cocon - Débuts à l'hôpital – miniserie TV, 6 episodi (2005)
- Disparition – miniserie TV, episodi 1x1-1x2 (2005)
- Ricomincio da me – miniserie TV, 4 episodi (2005-2006)
- Tombé du ciel – miniserie TV (2006)
- Mademoiselle Joubert – serie TV, episodi 1x3 (2007)
- Io ti assolvo, regia di Monica Vullo – film TV (2008)
- Le nouveau monde, regia di Étienne Dhaene – film TV (2008)
- Mogli a pezzi – miniserie TV, 4 episodi (2008)
- Einstein – miniserie TV (2008)
- Due imbroglioni e... mezzo! – miniserie TV, episodi 1x1 (2010)
- I delitti del cuoco – serie TV, 4 episodi (2010)
- Les toqués – serie TV, 6 episodi (2009-2011)
- Week-end chez les Toquées – serie TV, 4 episodi (2011-2012)
- Vive la colo! – serie TV, episodi 1x6 (2012)
- La Minute Vieille – serie TV (2012)
- La Victoire au bout du bâton, regia di Jean-Michel Verner – film TV (2012)
- Famille d'accueil – serie TV, episodi 7x8 (2014)
- La Vallée des mensonges, regia di Stanislas Graziani – film TV (2014)
- La Trouvaille de Juliette, regia di Jérôme Navarro – film TV (2014)
- Meurtres à... – serie TV, episodi 4x3 (2016)
- La loi de... – serie TV, episodio 4x1 (2017)
- Alice Nevers - Professione giudice (Le juge est une femme) – serie TV, episodi 9x2-22x7-22x10 (2004-2017)
- Les Saisons meurtrières – miniserie TV, episodi 1x4 (2017)
- Mongeville – serie TV, episodi 4x4 (2018)
- Caïn – serie TV, episodi 7x1-7x2 (2019)
- Un mauvais garçon, regia di Xavier Durringer – film TV (2020)
- The intern (La stagiaire) – serie TV, 8 episodi (2020)
- Une Belle histoire – serie TV, episodi 1x1-1x5 (2019-2020)
- Alexandra (Alexandra Ehle) – serie TV, 4 episodi (2018-2020)

## Teatro
- 1970: Les Fraises musclées di Jean-Michel Ribes, regia dell'autore, Théâtre La Bruyère
- 1971: Turandot ou le congrès des blanchisseurs di Bertolt Brecht, regia di Georges Wilson, TNP Théâtre de Chaillot
- 1972: Roméo et Juliette di William Shakespeare, regia di Robert Hossein, Reims
- 1977: Les gens déraisonnables sont en voie de disparition di Peter Handke, regia di Claude Régy, Théâtre des Amandiers
- 1986: La Valse du hasard di Victor Haïm, regia di Stephan Meldegg, Théâtre La Bruyère
- 2001: Transferts di Jean-Pierre About, regia di Jean-Claude Idée, Théâtre Montparnasse
- 2008: Vacances de rêve di e con Francis Joffo, regia dell'autore
- 2009: L'Anniversaire di Harold Pinter, regia di Michel Fagadau, Comédie des Champs Elysées

## Riconoscimenti
- David di Donatello
  - 1997 – (Nomination) Migliore attrice non protagonista per Sono pazzo di Iris Blond

## Doppiatrici italiane
- Solvejg D'Assunta in Il piatto piange, Dimmi che fai tutto per me, Il cappotto di Astrakan, L'ultimo metrò, Tre fratelli
- Rita Savagnone in Vergine, e di nome Maria, Il soldato di ventura, Il commissario Cordier
- Vittoria Febbi in Laggiù nella giungla, Francesco, Il vagone misterioso
- Paola Mannoni in Trio infernale, Lo zio indegno
- Aurora Cancian in Despair, Cuore
- Maria Pia Di Meo in Le due vite di Mattia Pascal, Lo zoo di Venere
- Lydia Simoneschi in Il clan dei marsigliesi
- Anna Miserocchi in La ragazza di Trieste
- Germana Dominici in Il giorno prima
- Noemi Gifuni in Strada senza ritorno
- Marzia Ubaldi in Il fantasma dell'Opera
- Marta Altinier in Una ricetta per due
- Cristina Boraschi in Dr. Knock
- Paola Del Bosco in Lo scambio di principesse
- Paila Pavese in Emma Peeters